# Zighidà
Zighidà è un album discografico del gruppo musicale italiano Statuto, pubblicato nel 1992 dalla EMI.

## Il disco
È il terzo album musicale degli Statuto, il primo sotto una major, la EMI.
Esce dopo la partecipazione della mod band torinese al Festival di Sanremo 1992, e raggiungerà la Top 30 dei dischi venduti, trainata dal singolo Abbiamo vinto il Festival di Sanremo, brano utilizzato anche per la partecipazione alla kermesse canora sanremese.
Il disco contiene 15 brani tra cui una cover, quattro inediti e nove rifacimenti di vecchie canzoni del gruppo, per la prima volta il gruppo decide di variare il genere musicale in "Non Farmi Ridere", che riprende sonorità decisamente R&B.

Da questo album verranno estratti tre singoli: oltre ad Abbiamo vinto il Festival di Sanremo, usciranno anche Piera e Qui non c'è il mare, dai quali verranno realizzati altrettanti videoclip.

## Tracce
1. Zighidà
2. Piazza Statuto
3. Abbiamo vinto il Festival di Sanremo
4. Senza di lei
5. Piera
6. Ghetto
7. Balla
8. Moskowska
9. Quando quando quando (cover della canzone di Alberto Testa e Tony Renis)
10. Ragazzo ultrà
11. Non farmi ridere
12. Le-u
13. Libero
14. Baciami, baciami
15. Qui non c'è il mare

## Formazione
- Oscar Giammarinaro - Oskar - cantante
- Giovanni Deidda - Naska - batteria
- Rudy Ruzza - basso
- Alex Loggia - Bumba - chitarra
- Davide Rossi - Junior - tastiera